# Arto Järvelä
Arto Järvelä, född 1964 i Hattula, Finland, är en finsk spelman, violinist och kompositör. Brorson till Mauno Järvelä.

## Allmänt
Arto Järvelä har kallats "den flitigaste mannen i finsk folkmusik" på grund av de många projekt, grupper och konstellationer han är inblandad i. Primärt är han violinist. Bland övriga instrument han spelar finns nyckelharpa, mandolin och kantele.
Till skillnad från stor del av dagens aktiva folkmusiker tillhör han en spelmanssläkt med obruten linje av spelmän; han tillhör fjärde generationens spelmän i sin familj, vars musikaliska anor hör hemma i samhället Kaustby (Kaustinen på finska). Som tioåring spelade han trummor och elbas i ett familjeband tillsammans med sin far. Fiolen började han syssla med på allvar i trettonårsåldern. Han spelade tramporgel i Järvelän pikkupelimannit, som då närmast kan beskrivas som det lokala spelmanslagets ungdomsavdelning, tills han var tillräckligt bra på fiol för att kunna spela det instrumentet i gruppen. Detta band blev småningom till JPP, den största gruppen inom finsk spelmansmusik.
Förutom att han lärt sig spela den traditionella vägen är han är utbildad på Sibelius-Akademins folkmusiklinje, där han sedermera själv blivit verksam som lärare.
Bland de grupper där han medverkar eller medverkat finns:
- JPP
- Nordic Tree, tillsammans med Timo Alakotila och svensken Hans Kennemark
- Koinurit, som kallats för Finlands svar på the Pogues
- Pinnin Pojat, en duo vars sättning ursprungligen var munspel spelat av Kimmo Pohjonen och Arto på fiol/nyckelharpa/mandolin
- Helsinki Mandoliners, en liten mandolinorkester
- Lumisudet, som är den finsk-texanske fiolspelaren Erik Hokkanens band
- Aldargaz, dragspelaren Maria Kalaniemis tidigare grupp
- Niekku, ett av Maria Kalaniemis tidigare band
- Salamakannel, kantele med rockinfluenser
- Ampron Prunni, tramporgel och nyckelharpa
- Tallari

## Diskografi
För skivor med JPP, se detta uppslagsord.

### Soloskivor
- Polska Differente, 1994
- Arto Järvelä plays fiddle, 1999
- Far in!, 2004
- Arto Järvelä plays fiddle Vol. 2, Cross-tuned 2011
- Arto Järvelä plays fiddle Vol. 3, On The Coast 2012

### I övriga konstellationer
- Niekku - Niekku 1, 1987
- Tallari - Harjumäen kalliolla, 1988
- Tallari - Mestarien jäljillä, 1989
- Tallari - Kymmenen pennin ryyppy, 1990
- Niekku - Niekku 2, 1989
- Järvelän pelimannit - Leipä työllä ja särvin soitolla, 1989
- Salamakannel - Salamakannel, 1989
- Salamakannel - Väinön paluu, 1990
- Koinurit - Yllätyspaartit, 1990
- Koinurit - Askon 3-rivinen, 1992
- Pinnin Pojat - Pinnin pojat, 1992
- Salamakannel - Koivunrunkorakkautta, 1992
- Maria Kalaniemi & Aldargaz - Maria Kalaniemi, 1992
- Maria Kalaniemi & Aldargaz - Iho, 1994
- Pinnin Pojat - Gogo 4, 1994. Utsedd till årets bästa folkmusikskiva i Finland
- Pinnin Pojat - Hala hoa hi!, 1995, samlingsskiva
- The Helsinki Mandoliners - The Helsinki Mandoliners, 1995
- Erik Hokkanen & Lumisudet - Kaustinen, Texas, 1995
- Katri-Helena - Vie minut, 1995
- Suomen Miesorkesteri & Kide - Hoija, 1995
- Erkki Rankaviita & Pinnin Pojat, 1996. Utsedd till årets bästa folkmusikskiva i Finland
- Maria Kalaniemi & Aldargaz - Ahma, 1999
- Kip Peltoniemi - Minnesota Tango, 2001. Även producent. Utsedd till årets bästa finska folkmusikskiva
- Erik Hokkanen & Lumisudet - In the heart of a waking dream, 2002
- The Helsinki Mandoliners - The Helsinki Mandoliners 2, 2003
- Ampron Prunni, 2006
- Nordik Tree, 2006
- Nordik Tree, Contradans, 2010. Nomination för finska grammyn (Emma)
- Maria Kalaniemi & Vilda Rosor, 2010
- Arto Järvelä & Kaivama, 2012
- Arto & Antti Järvelä - Os Fera Liluli, 2013
- Erik Hokkanen & Lumisudet, Cool Things 2015
- Ånon Egeland, Bruce Molsky, Arto Järvelä: Rauland Rambles, 2016